# Mqabba
Mqabba – jedna z jednostek administracyjnych na Malcie. W 2014 roku zamieszkana była przez 3315 osób. Położone pośród głębokich kamieniołomów, w których wydobywa się wapień globigerynowy do budowy domów na wyspie.

## Turystyka
- Kościół Mariacki (St Mary's Church) z 1699 roku
- Kaplica św. Bazylego
- Kaplica Matki Boskiej Bolesnej (Our Lady of Sorrows Chapel) z 1680 roku
- Kaplica św. Katarzyny (St Catherine's Chapel) z 1774 roku
- Kaplica św. Michała (St Michael's Chapel) z 1669 roku
- Wieża Vincenti z 1726 roku
- Katakumby Tal-Mintna z IV wieku
- Stary szpital

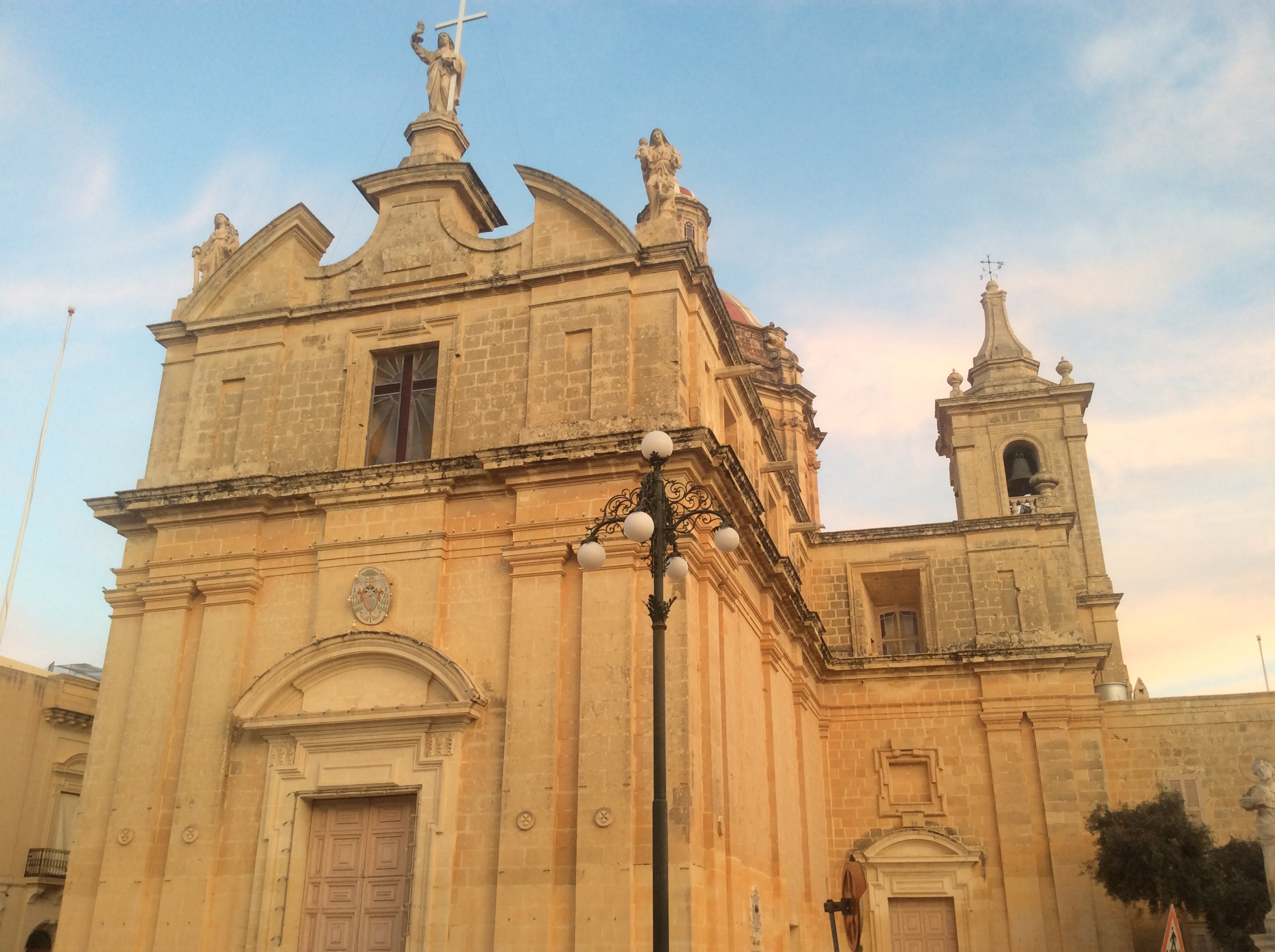
Kościół Mariacki
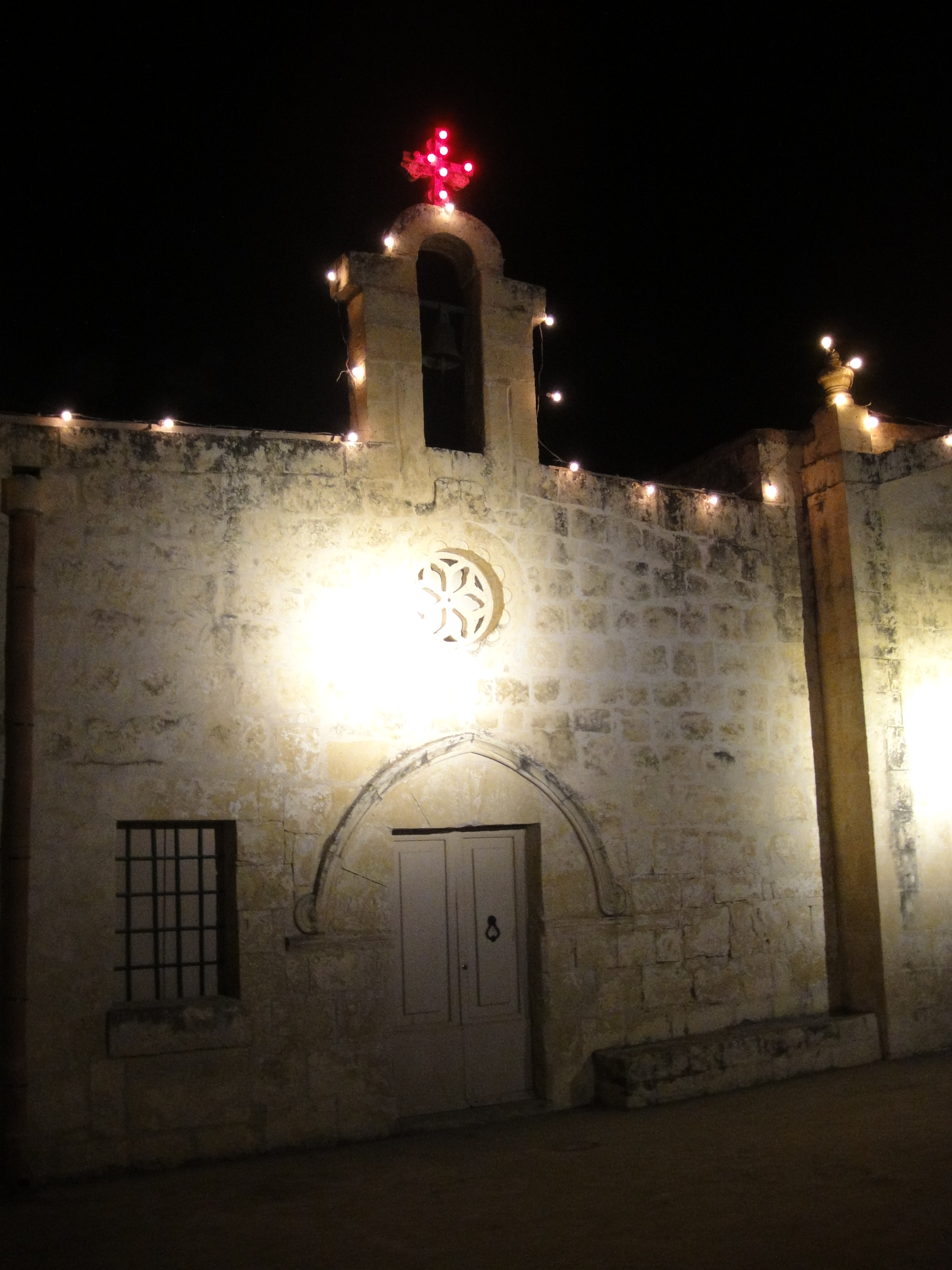
Kaplica św. Bazylego
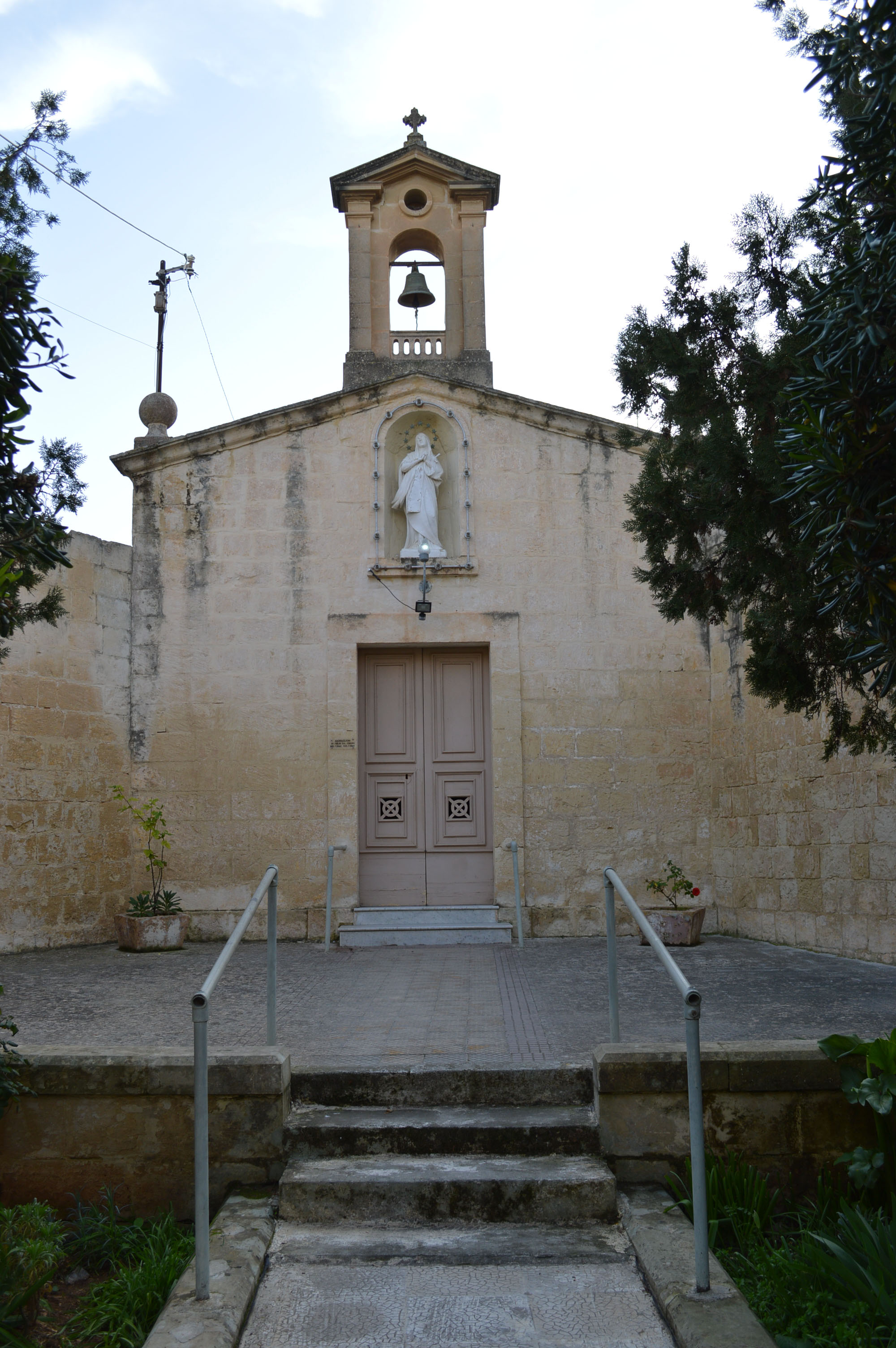
Kaplica Matki Boskiej Bolesnej
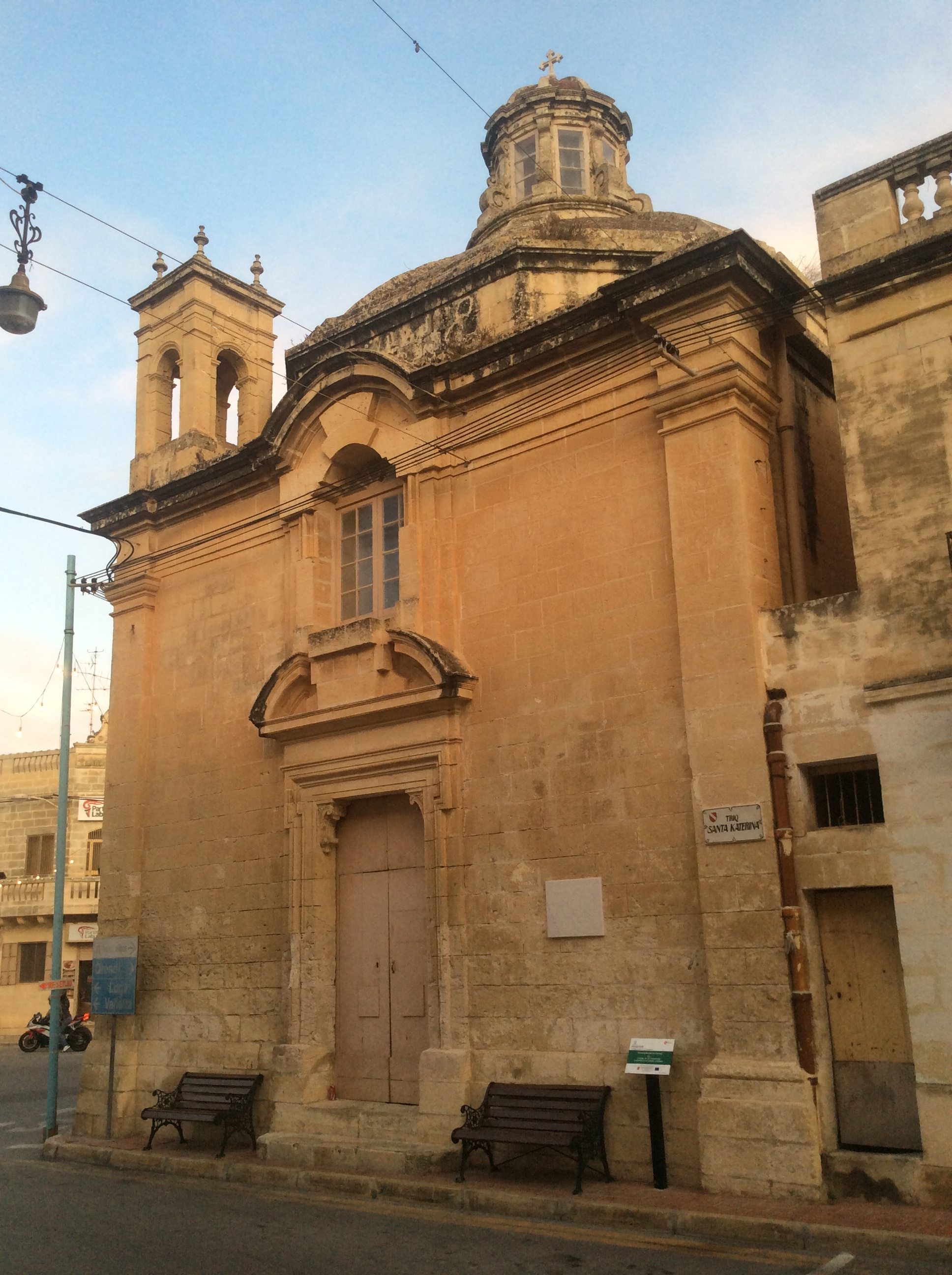
Kaplica św. Katarzyny
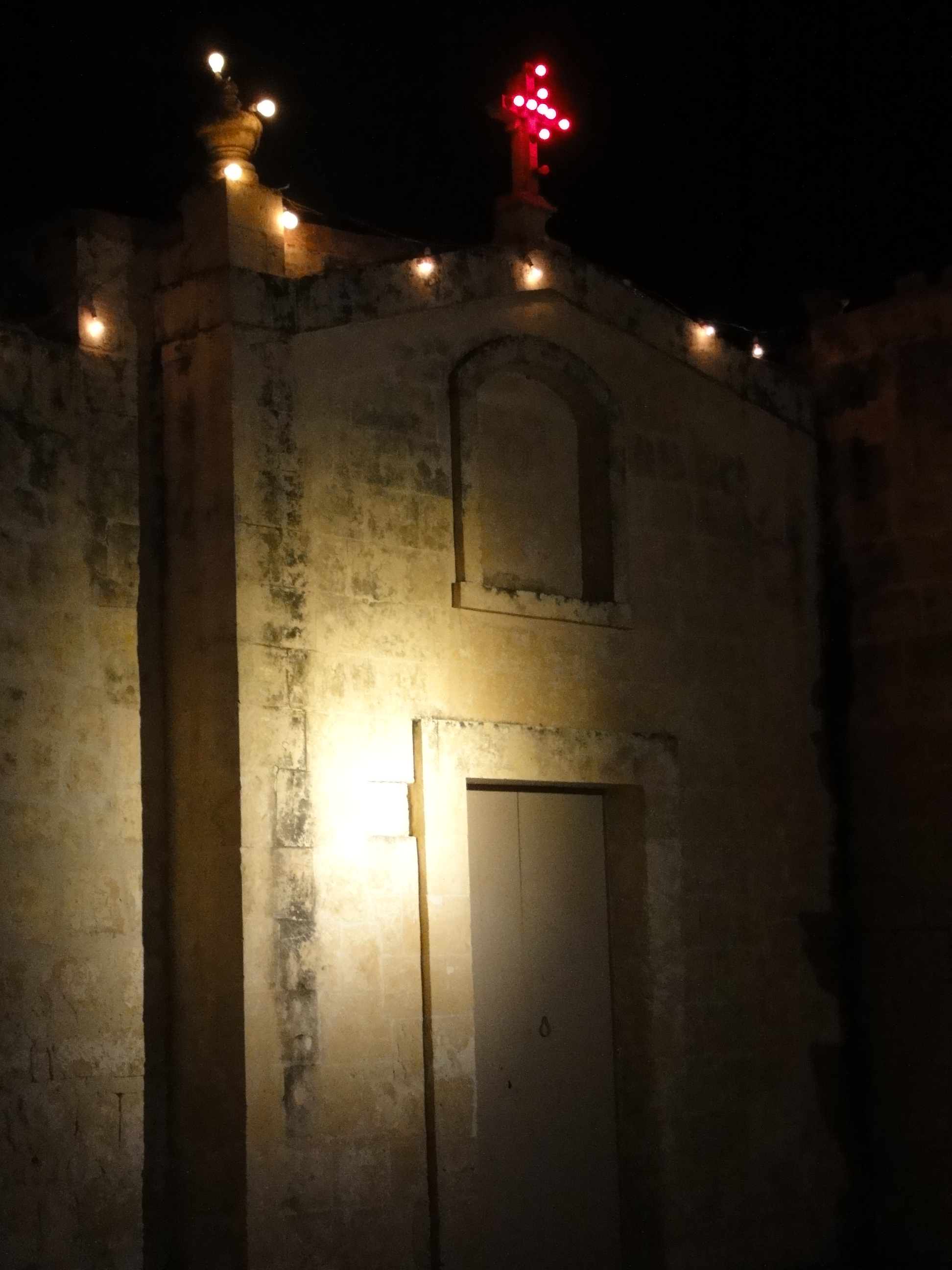
Kaplica św. Michała
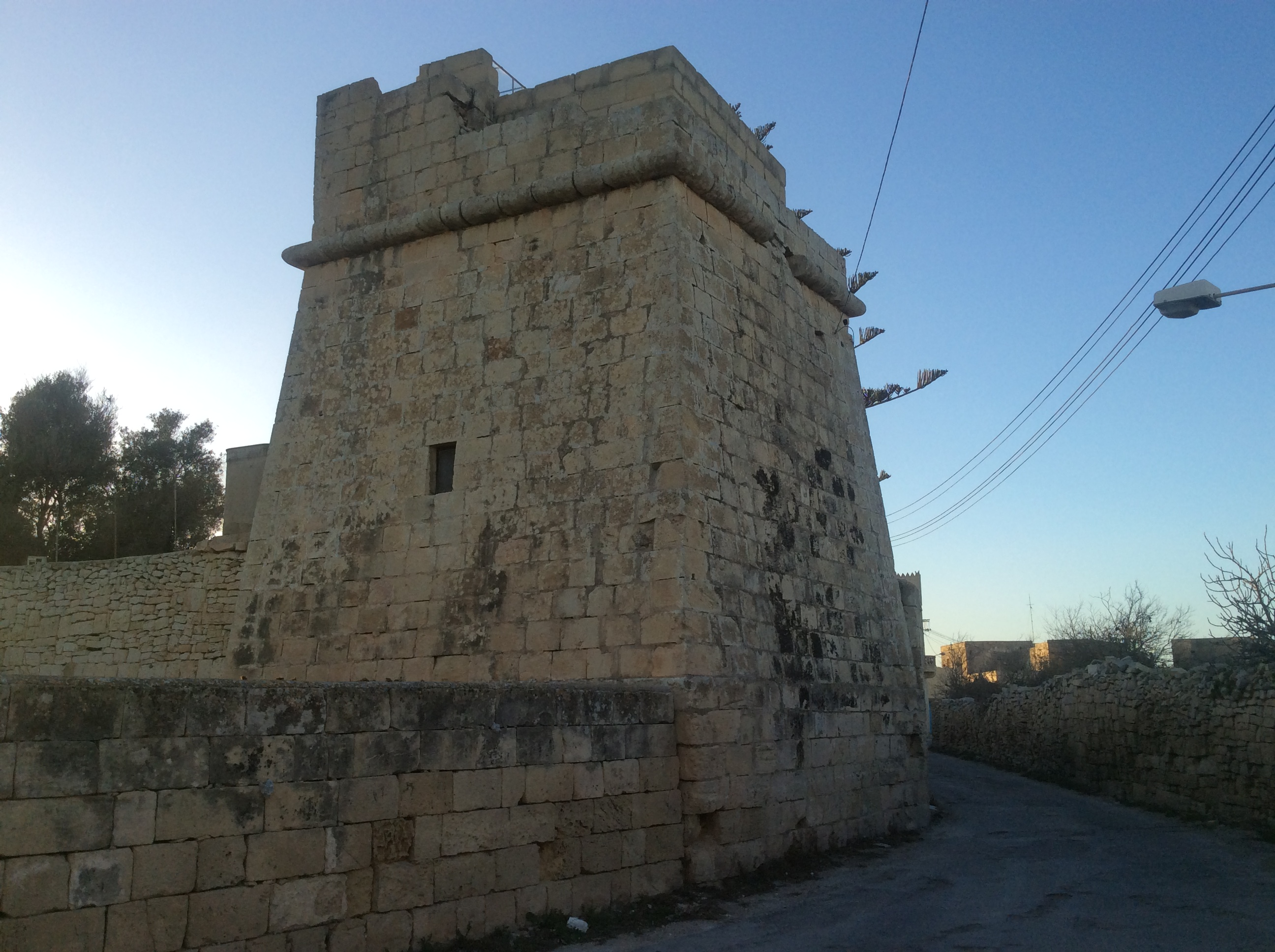
Wieża Vincenti

## Sport
W miejscowości funkcjonuje klub piłkarski Mqabba FC. Powstał w 1957 roku. Obecnie gra w Maltese First Division, drugiej maltańskiej lidze. 